# (10255) Taunus
Pour les articles homonymes, voir Taunus (homonymie).
(10255) Taunus est un astéroïde de la ceinture principale.

## Description
(10255) Taunus est un astéroïde de la ceinture principale. Il fut découvert le 16 octobre 1977 à l'observatoire Palomar par Cornelis Johannes van Houten, Ingrid van Houten-Groeneveld et Tom Gehrels. Il présente une orbite caractérisée par un demi-grand axe de 2,26 UA, une excentricité de 0,13 et une inclinaison de 2,2° par rapport à l'écliptique.

## Compléments